# As Sufragistas
As Sufragistas (em inglês:  Suffragette) é um filme franco-britânico de 2015, do género drama biográfico, realizado por Sarah Gavron e escrito por Abi Morgan. Foi protagonizado por Carey Mulligan, Helena Bonham Carter, Meryl Streep, Ben Whishaw, Brendan Gleeson e Anne-Marie Duff.
O filme foi lançado no Reino Unido em 30 de outubro de 2015, em Portugal estreiou em 5 de novembro de 2015.

## Enredo
No início do século 20, após décadas de manifestações, as mulheres ainda não possuem o direito de voto no Reino Unido. Um grupo militante decide vigiar atos de injustiça, quebrando vidraças e explodindo caixas de correio, para chamar a atenção dos políticos locais à causa. Maud Watts (Carey Mulligan), sem formação política, descobre o movimento e passa a cooperar com as novas feministas. Ela enfrenta grande pressão da polícia e dos familiares para voltar ao lar e se sujeitar à opressão masculina, mas decide que o combate pela igualdade de direitos merece alguns sacrifícios.

## Elenco
- Carey Mulligan como Maud Watts[9]
- Helena Bonham Carter como Edith Ellyn[10]
- Meryl Streep como Emmeline Pankhurst[6]
- Natalie Press como Emily Davison
- Anne-Marie Duff como Violet Miller[11]
- Romola Garai como Alice Haughton[11]
- Brendan Gleeson como Steed[11]
- Ben Whishaw como Sonny Watts[11]
- Samuel West como Benedict[11]
- Adrian Schiller como David Lloyd George